# Тойкино (Башкортостан)
Тойкино (баш. Туйкагурт) — деревня в Калтасинском районе Республики Башкортостан Российской Федерации. Входит в состав Новокильбахтинского сельсовета. 

## География

### Географическое положение
Расстояние до:
- районного центра (Калтасы): 20 км,
- центра сельсовета (Новокильбахтино): 4 км,
- ближайшей ж/д станции (Янаул): 49 км.

## Население
| 2002 | 2009 | 2010 |
| ---- | ---- | ---- |
| 48   | ↘44  | ↘35  |

Национальный состав
Согласно переписи 2002 года, преобладающие национальности — удмурты (56 %), башкиры (29 %).